# Eoin Macken
Eoin Christopher Macken (Dublino, 21 febbraio 1983) è un attore, modello, regista e sceneggiatore irlandese, noto per il ruolo di Sir Galvano nella serie televisiva della BBC Merlin.
Ha lavorato come modello per Abercrombie and Fitch e Ralph Lauren, e ha recitato nel film Centurion.

## Biografia
Mentre frequentava la University College Dublin, all'età di 19 anni inizia a lavorare come modello, venendo scelto come volto della campagna 2003 di Abercrombie and Fitch. Successivamente lavora per Ralph Lauren, Braun e la rivista GQ.
Debutta come attore in cortometraggi e produzioni indipendenti, in seguito si trasferisce a Los Angeles per studiare recitazione e completa gli studi ottenendo una laurea con lode in psicologia. Nel 2007, dopo la morte del padre, lo stimato avvocato James Macken, torna in Irlanda e si prende un periodo di pausa dalla recitazione.
Nel 2008 torna a recitare e ottiene il ruolo di Gavin Cluxton nella soap opera irlandese Fair City, nello stesso anno debutta come regista con il lungometraggio Christian Blake, di cui è anche sceneggiatore, montatore e direttore della fotografia. Nel 2009 dirige il documentario The Fashion of Modelling, incentrato sull'industria della moda irlandese, e lavora al suo secondo lungometraggio intitolato Dreaming for You.
Come attore è apparso in varie produzioni televisive e cinematografiche; in film TV Small Island, dove interpreta un soldato americano, Siren al fianco di Anna Skellern e Centurion di Neil Marshall. Dal 2010 acquista popolarità grazie al ruolo di Sir Galvano nella serie televisiva della BBC Merlin, interpretato a partire dalla terza stagione. Continua la sua attività da cineasta con l'horror The Inside  (2010) e con il drammatico Cold (2013). Nel 2014 è tra i protagonisti della serie televisiva statunitense The Night Shift nel ruolo di T.C. Callahan. Nel 2014 ha interpretato la parte di Erode Antipa nel film Killing Jesus, apparso in TV nel 2015.

## Filmografia parziale

### Attore

#### Cinema
- Studs, regia di Paul Mercier (2006)
- Christian Blake, regia di Eoin Macken (2008)
- Once Upon a Time in Dublin , regia di Jason Figgis (2009)
- Savage, regia di Brendan Muldowney (2009)
- The Rise of the Bricks, regia di Ben Keenan (2009)
- Dreaming for You, regia di Eoin Macken (2009)
- Centurion, regia di Neil Marshall (2010)
- Siren, regia di Andrew Hull (2010)
- The Inside, regia di Eoin Macken (2010)
- Suspension of Disbelief, regia di Mike Figgis (2012)
- Cold, regia di Eoin Macken (2013)
- The Callback Queen, regia di Graham Cantwell (2013)
- Jukai - La foresta dei suicidi (The Forest), regia di Jason Zada (2016)
- Resident Evil: The Final Chapter, regia di Paul W.S. Anderson (2016)
- The Wedding Invitation, regia di Rainy Kerwin (2017)
- Close, regia di Vicky Jewson (2019)
- Hole - L'abisso (The Hole in the Ground), regia di Lee Cronin (2019)
- Till Death, regia di Scott Dale (2021)

#### Televisione
- Fair City – serie TV, 8 episodi (2008)
- I Tudors – serie TV, 3 episodi (2007-2010)
- Merlin – serie TV, 30 episodi (2010-2012)
- The Night Shift – serie TV, 45 episodi (2014-2017)
- Killing Jesus, regia di Christopher Menaul – film TV (2015)
- Nightflyers - serie TV, 10 episodi (2018)
- La Brea – serie TV, 10 episodi (2021)

### Regista
- Christian Blake (2008)
- Dreaming for You (2009)
- The Fashion of Modelling (2009) - documentario
- The Inside (2010)
- Cold (2013)

### Sceneggiatore
- Christian Blake (2008)
- Dreaming for You (2009)
- The Fashion of Modelling (2009) - documentario
- The Inside (2010)
- Cold (2013)

## Doppiatori italiani
Nelle versioni in italiano delle opere in cui ha recitato, Eoin Macken è stato doppiato da:
- David Chevalier in Merlin
- Massimo Triggiani in Nightflyers
- Marco Vivio in Stumptown
- Vittorio Guerrieri ne La Brea